# Peter Hagenah (Galerist)

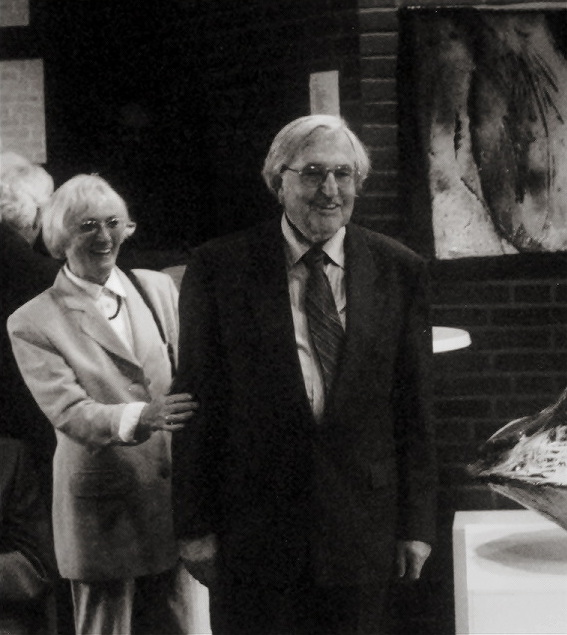
Lisa und Peter Hagenah bei einer Ausstellungseröffnung 1998 in der Stadtscheune Otterndorf

Peter Hagenah (* 8. April 1927 in Hamburg; † 25. Januar 2017 in Bremerhaven) war ein deutscher Galerist, der die künstlerische Keramik in Deutschland prägte und bekannt gemacht hat.

## Biografie
Hagenah wurde 1927 als Sohn des Elbschiffers Peter Hagenah und seiner Frau Helene in Hamburg geboren. Nach einem Umzug der Familie nach Bremerhaven und seiner Ausbildung dort zum Industriekaufmann, arbeitete er von 1946 bis 1948 in der Bremer Kunsthandlung H. W. Brokmeyer. Seine eigene Galerie eröffnete Hagenah 1949 in einem Tiefbunker der Bremer Wallanlagen am Theaterberg – die Kunst-Krypta. Dort stellte er zunächst Grafik, Aquarelle und Ölbilder aus, wechselte aber bald zur Kunstkeramik, weil die feuchten Räume den Bildern nicht zuträglich waren.
In der Nachkriegszeit nach dem Zweiten Weltkrieg in Deutschland gab es wenige Referenzen für die keramische Kunst. Besonders für den norddeutschen Raum war Hagenah Multiplikator und Vermittler und zählt – neben dem Duo Lotte Reimers und Jakob Wilhelm Hinder – zu den für Deutschland wichtigen ersten Namen, die die künstlerische Keramik prägten und bekannt machten.
Nach der Schließung der Kunst-Krypta war Hagenah von 1966 bis 1990 Berater und Vermittler in der beruflichen Rehabilitation in Otterndorf. Von 1967 bis 1983 dabei verantwortlich für die Keramikausstellungen in der Galerie Dr. Fritz Vehring in Syke (Vater des Keramikers Prof. Fritz Vehring). Als Veranstalter von Keramikausstellungen im Rathaus Otterndorf und der Stadtscheune von Otterndorf war Hagenah von 1975 bis 2007 tätig.
Hagenah war seit 1954 mit Lisa Gerken verheiratet und hatte drei Kinder.

## Ausstellungen
In der Kunst-Krypta haben in der Zeit von 1949 bis 1962 über 60 Keramiker ausgestellt, darunter
- 1950 Auguste Papendieck – Über 100 Unikate aus dem Nachlass der Keramikerin
- 1953 Werkstatt Hohlt etwa 130 Stücke (Nach München: Neue Sammlung, Hetjens-Museum (Düsseldorf), Städtisches Museum Mühlheim)

In der Galerie Vehring, Syke und in Otterndorf
- 1968 London-Gruppe das erste Mal in Deutschland
- 1971 Walter Popp und die Kasseler Schule (namensbildend) 21 Schülerinnen und Schüler
- 1979 Syke: 7 Keramiker aus Frankreich (Jean Biagini, Remy Bonhert, Robert Deblander, Uwe Krause, Claude Champy, Pierre Bayle, Hildegund Schlichenmaier)
- 1980 Otterndorf: „Drei Meisterkeramiker“: Elisabeth Hugentobler, Philippe Lambercy, Daniel de Montmollin
- 1981 Syke: Otto Lindig und seine Schüler (10 Schülerinnen und Schüler)
- 1982 Keramiker von Bornholm, 7 Keramiker aus Dänemark
- 1983 Fünf Keramiker aus der Provence
- 1990 40 Jahre Keramikausstellungen (53 deutsche Keramiker)
- 1992 Vielfalt der Keramik – 10 Werkstätten aus den neuen Bundesländern
- 1997 Erste Sammlerausstellung im Rathaus – Keramische Unikate aus deutschen und anderen europäischen Werkstätten
- 2000 Gruppe 83 – 20 deutsche Mitglieder der Académie Internationale de la Céramique, Genf
- 2007 Abschieds-Ausstellung in Otterndorf

Eine weitere Jubiläumsausstellung gab es 2000 in der Böttcherstraße in Bremen: Von der Kunst-Krypta Bremen bis heute – 50 Jahre Peter Hagenah lädt ein – Keramische Gefäße von Jan Bontjes van Beek, Alberecht und Görge Hohlt (Werkstatt Hohlt), Otto Meier, Auguste Papendieck und Elisabeth Pluquet-Ulrich.

## Schriften
- mit Arne Hagenah (Hrsg.): Von der Kunst-Krypta Bremen bis heute. Books on Demand GmbH, 2006, ISBN 3-89811-975-0.

## Ehrungen
Am 24. Oktober 1996 erhielt Peter Hagenah die Verdienstmedaille des   Verdienstordens der Bundesrepublik Deutschland „für außergewöhnliches künstlerisches Engagement im Dienste der Keramik“.